# Listă de filme: E
| Listă de filme                                          | Listă de filme | Listă de filme | Listă de filme | Listă de filme | Listă de filme | Listă de filme |
| ------------------------------------------------------- | -------------- | -------------- | -------------- | -------------- | -------------- | -------------- |
| #                                                       | A              | B              | C              | D              | E              | F              |
| G                                                       | H              | I              | J · K          | L              | M              | N · O          |
| P                                                       | Q · R          | S · Ș          | T · Ț          | U · V          | W · X          | Y · Z          |
| Această infocasetă: vizualizare • discuție • modificare |                |                |                |                |                |                |

Aceasta este o listă de filme care încep cu litera E.
- E.T. Extraterestrul
- Easy Rider
- Educating Rita
- Ed Wood
- Elevator
- Etajul 13
- Eu, eu , eu... și ceilalți [Io, io, io... e gli altri] (1966)
- Eu, robotul
- Eu sunt sfârșitul
- Evadatul
- Examen
- Exorcistul